# Centrale nucléaire de Bellefonte
La centrale nucléaire de Bellefonte est une centrale nucléaire inachevée située à Hollywood en Alabama qui appartient à Tennessee Valley Authority.

## Construction inachevée
Cette centrale dont la construction commence en 1975, située sur un terrain de 650 hectares, comportait deux réacteurs à eau pressurisée dont la construction avait été confiée à Babcock and Wilcox et qui n'ont pas été terminés.
Les réacteurs ont été mis à l'arrêt en 1988 après avoir déjà coûté 5 milliards de $. 
Aucune substance radioactive n'y a été déposée en date de 2016. En 2016, une cinquantaine de personnes y est employé pour la maintenance et la surveillance du site.

## Nouveau projet
En septembre 2005, le site de Bellefonte a été à nouveau sélectionné pour l'installation de un ou deux réacteurs à eau pressurisée du type AP1000 mais cela ne s'est pas concrétisé en 2016.

## Vente du site
En septembre 2016, la centrale est en vente pour 36,4 à 38 millions de dollars.
Elle est rachetée pour 111 millions de dollars par une entreprise qui veut terminer le site en investissant 13 milliards de dollars.